# Keramische Rundschau
Keramische Rundschau, vollständiger Titel Keramische Rundschau Fachzeitschrift für die Porzellan-, Steinzeug-, Steingut-, Glas- und Emailindustrie war eine Fachzeitschrift, die von 1893 bis 1927 im Verlag Keramische Rundschau GmbH in Berlin herausgegeben wurde.

## Hintergrund
Im Jahr 1927 wurde die Zeitschrift Die Kunstkeramik übernommen, die 1925 aus der bei Lüdtke erschienenen Zeitschrift Die Kachel- und Töpferkunst – Monatshefte für keramische Kunst (1922 bis 1925) hervorgegangen war. Fortgesetzt wurde die Reihe von 1927 bis 1943 durch die Keramische Rundschau und Kunstkeramik (ISSN 0368-5284).
Die Einzelhefte wurden in 35 Jahrbüchern zusammengefasst, die ab 1909 mit einem nach Sachthemen sortierten Inhaltsverzeichnis (Sachverzeichnis) versehen waren. Gedruckt wurden die Hefte in der Druckerei von Hermann Freyhoff in Oranienburg, verantwortlicher Schriftleiter war Regierungsrat und Gerichtlicher Sachverständiger Hermann Hecht (1860–1932), der als Chemiker auch das Lehrbuch der Keramik herausgegeben hatte und als Privatdozent für Keramik an der technischen Hochschule in Charlottenburg und zudem Vorstandsmitglied des Chemischen Laboratoriums für Tonindustrie in Berlin war.

## Ausgaben (Auswahl)
Keramische Rundschau Fachzeitschrift für die Porzellan-, Steinzeug-, Steingut-, Glas- und Emailindustrie. Verlag keramische Rundschau, Berlin 1893–1927, ISSN 0721-4677.
- Jahresausgabe Keramische Rundschau. 23. Jahrgang, 1915 (archive.org).
- Jahresausgabe Keramische Rundschau. 31. Jahrgang, 1923 (archive.org).